# Ектодерма
Ектодермата е външният ембрионален лист (пласт, слой) при ранния ембрион. Появява се първи в процеса на ембриогенезата, като се формира от външния слой герминативни клетки.
Най-общо от ектодермата се развиват нервната система (гръбначен мозък, периферни нерви и главен мозък), зъбният емайл и епидермиса (външната част на покривната система). От нея се образуват също и лигавицата на устата, ануса, ноздрите, потните жлези, косата и ноктите.
При гръбначните ектодермата се поделя на три части: външна (повърхностна ектодерма), нервен гребен и нервна тръба. Последните две са известни и като невроектодерма.